# Гулд-Адамс, Гамильтон
Майор сэр Га́мильтон Джон Гулд-А́дамс (англ.Sir Hamilton John Goold-Adams, 27 июня 1858 — 12 апреля 1920) — ирландский солдат и колониальный чиновник, Верховный комиссар Кипра в 1911—1915 годах, губернатор штата Квинсленд (Австралия) в 1915—1920 годах.

## Биография
Гулд-Адамс родился в городе Джеймсбрук в графстве Корк (Ирландия). Он был четвертым сыном Ричарда Уоллиса Гулд-Адамса, позднее занявшим пост шерифа графства, и его жены Мэри Сары, урожденной Бекер. После окончания учебы Гамильтон поступил курсантом на учебный корабль ВМС «Конвэй», однако в 1878 году изменил своё мнение, покинул флот и записался в Королевский шотландский полк Британской армии. Полк дислоцировался в Южной Африке. В 1885 году Гулд-Адамс получил чин капитана, а в 1895 году — майора.
Во время Англо-бурской войны Гулд-Адамс служил сначала в качестве комиссара-резидента в Бечуаналенде, а затем — командиром городского гвардии на завершающем этапе блокады Мафекинга. Вскоре он был назначен заместителем комиссара, а затем и вице-губернатором колонии Оранжевой реки под руководством губернатора Альфреда Милнера (1901—1907). В 1907 году Гулд-Адамс стал кавалером Ордена Святого Михаила и Святого Георгия.
Гулд-Адамс вернулся в Англию в 1911 году, однако ненадолго. В том же году он был назначен Верховным комиссаром Кипра, а в 1914 году стал губернатором штата Квинсленд (Австралия).

### Губернатор Квинсленда

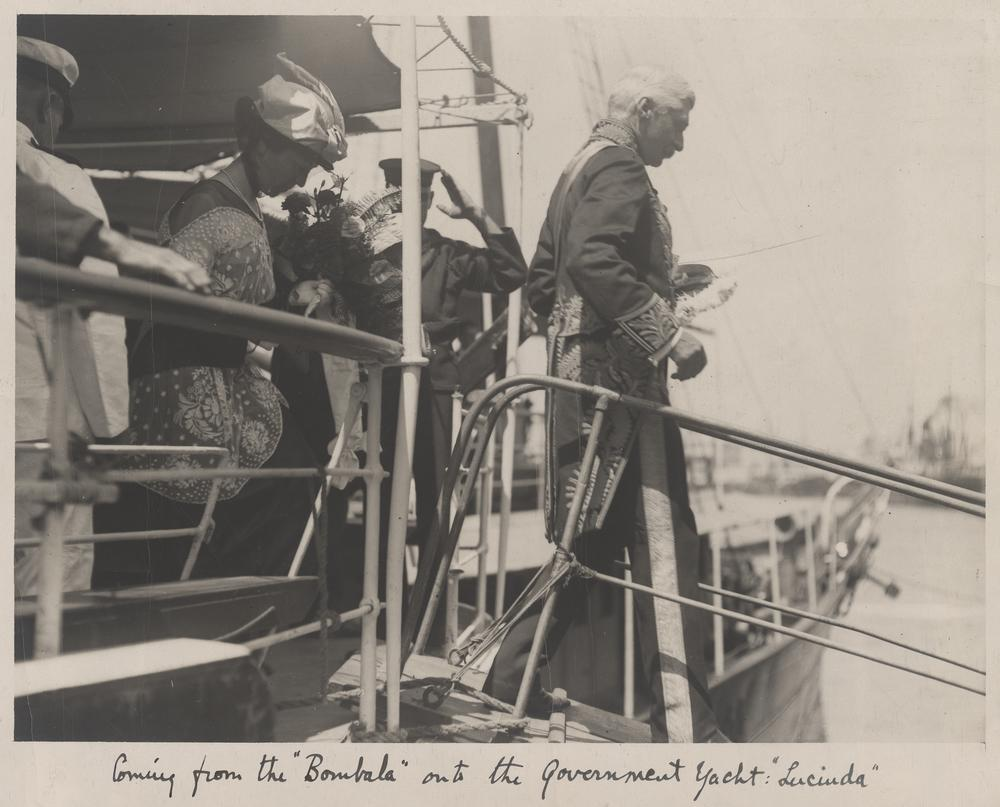
Сэр Гамильтон Гулд-Адамс с супругой пересаживаются с яхты «Бомбала» на правительственную яхту "Люсинда. Брисбен, 1915

Сдержанный и несколько суровый Гулд-Адамс прибыл в Брисбен 15 марта 1915 года, за два месяца до избрания первого лейбористского правительства Квинсленда во главе с премьер-министром Т.Дж. Райаном.
Новое правительство начало трудовые реформы и ввело радикальное трудовое и земельное законодательство, положения которого не устраивали Гулд-Адамса. В своем первом послании в Лондон он возражал против внедрения «массы непродуманных законодательных актов», однако благоприятно отозвался о Райане как «джентльмен высокого положения, вежливом и всегда готовом помочь».

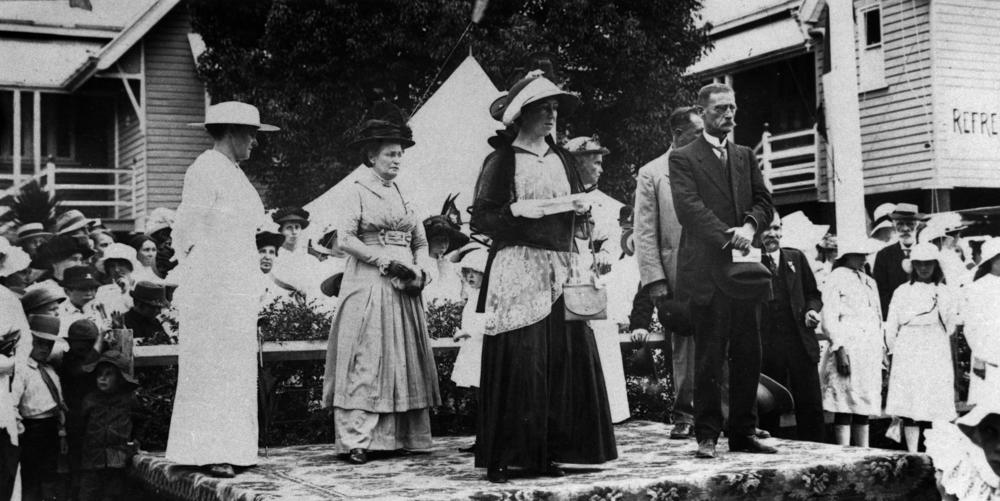
Леди Гулд-Адамс на открытии праздника в честь Красного Креста. Брисбен, 1916

В бурные 1916—1918 годы, когда Райан столкнулся с непримиримой позицией Законодательного совета, Гулд-Адамс стал ему верным другом и советчиком, защищая правительство. В 1917 году Гулд-Адамс добился назначения тринадцати новых законодательных советников, выполняя просьбу Райана. Однако в 1918 году, когда Законодательный совет вновь заблокировал денежные операции правительства и Райан попросил губернатора продвинуть в Совет еще несколько лейбористов, Гулд-Адамс отказался ему пойти ему навстречу.
Готовясь уйти в отставку в 1919 году, Гулд-Адамс порекомендовал министру по делам колоний назначить спикера Законодательного совета Уильяма Леннона вице-губернатором в подчинении новому губернатору. Это назначение частично удовлетворило стремления большинства депутатом Совета к утверждению на должности губернатора коренного австралийца.
В 1920 году Гулд-Адамс покинул пост губернатора в связи с выходом на пенсию. На пути в Англию на борту судна он заболел плевритом и умер в Кейптауне (Южная Африка) 12 апреля 1920 года.

## Личная жизнь
4 июля 1911 года Гулд-Адамс женился на канадке Элси Риордан. В браке у них родилось двое детей — Ричард Джон и Элизабет Мэри.